# ساندرو ماتسولا
ساندرو ماتسولا (Sandro Mazzola) ، (تورينو، 8 نوفمبر 1942) ، لاعب كرة قدم إيطالي سابق. لعب مع منتخب إيطاليا لكرة القدم.ويعدّ أحد أساطير نادي إنتر ميلان لكرة القدم.

## مسيرته الكروية
لعب ساندرو ماتسولا خلال مسيرته الاحترافية مع نادِ واحدٍ في سبعة عشر موسمًا وسجل خلالها 116 هدف ضمن 417 مباراة. ولم يفز بأي موسم بالكأس وفاز في أربعة مواسم بالدوري.
خاض ساندرو ماتسولا مسيرته مع نادي إنتر ميلان في موسم 1960–61 ليلعب معه سبعة عشر موسمًا، مشاركًا في 417 مباراة سجل خلالها 116 هدف.

## روابط خارجية
- ساندرو ماتسولا على موقع IMDb (الإنجليزية)
- ساندرو ماتسولا على موقع ديسكوغز (الإنجليزية)

- ساندرو ماتسولا على موقع الاتحاد الدولي (مؤرشف)  (الإنجليزية)
- ساندرو ماتسولا على موقع الاتحاد الأوربي (الإنجليزية)
- ساندرو ماتسولا على موقع قاعدة بيانات كرة القدم.إي يو (الإنجليزية)
- ساندرو ماتسولا على موقع ناشيونال فوتبول تيمز (الإنجليزية)
- ساندرو ماتسولا على موقع عالم كرة القدم.نت (الإنجليزية)